# Резолюция 217 на Съвета за сигурност на ООН
Резолюция 217 на Съвета за сигурност на ООН е приета на 12 ноември 1965 г. по повод положението в Южна Родезия след обявената от непризнатото ѝ правителство едностранна декларация за независимост на колонията от Обединеното кралство Великобритания и Северна Ирландия.
Резолюция 217 определя като изключително тежка ситуацията в Южна Родезия след обявената от незаконното ѝ правителство декларация за независимост и призовава правителството на Обединеното кралство да сложи край на тази ситуация, която представлява заплаха за мира и сигурността. Резолюцията осъжда узурпацията на властта, извършена от расисткото малцинство на преселниците в Южна Родезия, и обявява, че декларацията му за независимост няма правна стойност. От правителството на Обединеното кралство се изисква да сложи край на този метеж и да предприеме необходимите мерки за ликвидиране на властта на узурпаторите и слагане на незабавен край на техния расистки режим в Южна Родезия. Останалите държави документът призовава да не признават режима в Южна Родезия, да не установяват дипломатически, икономически и друг вид отношения с него, да не го снабдяват с оръжие и военна техника, както и да наложат ембарго върху търговията с петрол и петролни продукти с Южна Родезия.
Резолюция 217 е приета с мнозинство от десет гласа за при един въздържал се от страна на Франция.